# 杨福鹿
杨福鹿（1927年—），江苏常州人，中国男子篮球运动员、教练。1950年毕业于武汉大学工学院电机系。曾担任中华全国体育总会常务委员、中国篮球协会副主席。1999年被评为新中国篮球50杰。